# Rugby 7 na Letnich Igrzyskach Olimpijskich 2016
Rugby 7 na Letnich Igrzyskach Olimpijskich 2016 – zawody w rugby 7, które odbyły się w Rio de Janeiro podczas Letnich Igrzysk Olimpijskich 2016. Była to pierwsza edycja zawodów rugby siedmioosobowego na letnich igrzyskach olimpijskich, turnieje w pełnej, piętnastoosobowej odmianie czterokrotnie znajdowały się w programie olimpijskim w latach 1900–1924. W zaplanowanych w dniach 6–11 sierpnia 2016 roku zawodach wzięło udział po dwanaście zespołów liczących maksymalnie po dwunastu zawodników.

## Informacje ogólne
Po włączeniu tego sportu do programu LIO 2016 organizatorzy wskazali na arenę zawodów Estádio São Januário. Właściciel obiektu, klub CR Vasco da Gama, nie przedstawił jednak MKOl oraz IRB wymaganych dokumentów w wyznaczonym na 31 października 2012 roku terminie, organizatorzy zaproponowali zatem, by turnieje zostały rozegrane na głównej arenie igrzysk, Estádio Olímpico João Havelange. Ostatecznie jednak obiektem, na którym przeprowadzono zawody, został Deodoro Stadium, a ramowy harmonogram przedstawiono na pięćset dni przed otwarciem igrzysk.
Sędziowie zawodów zostali wyznaczeni 11 kwietnia 2016 roku. Ogłoszenie rozstawienia i podział zespołów na grupy nastąpił 28 czerwca 2016 roku, zaś szczegółowy harmonogram meczów na początku lipca tegoż roku. W połowie lipca 2016 roku zaprezentowano natomiast meczową piłkę.

## Kwalifikacje
Wstępny zarys systemu kwalifikacji został ujawniony w marcu 2013 roku. Oficjalne jego ogłoszenie przez IRB nastąpiło na początku lutego 2014 roku po zatwierdzeniu przez Międzynarodowy Komitet Olimpijski.
Proces kwalifikacji dla zespołów obojga płci był co do zasady taki sam i obejmował jedno miejsce dla gospodarza igrzysk, cztery dla czołowych drużyn światowego cyklu (World Rugby Sevens Series i World Rugby Women’s Sevens Series), sześć dla zwycięzców turniejów eliminacyjnych w każdym z sześciu regionów podlegających IRB oraz jedno dla triumfatora światowego turnieju kwalifikacyjnego, w którym wystąpi po szesnaście zespołów wyznaczonych z klucza geograficznego, które do tego czasu nie uzyskają awansu. Regionalne turnieje odbyły się pomiędzy 1 czerwca a 31 grudnia 2015 roku, a ich dokładne terminy miały zostać potwierdzone do końca roku 2014. W turniejach ostatniej szansy, których daty zostaną potwierdzone do 30 listopada 2015 roku, Rugby Europe przydzielono cztery miejsca, Rugby Africa i ARFU przyznano po trzy, zaś NACRA, FORU i CONSUR przypadły po dwa. Gospodarze regionalnych zawodów i ich pełny terminarz zostały opublikowane 1 maja 2015 roku, jednocześnie ogłoszono, iż miejsce i termin turniejów ostatniej szansy zostaną sfinalizowane do końca roku 2015. Nastąpiło to w grudniu tegoż roku, a zawody zostały zaplanowane na drugą połowę czerwca 2016 roku.
Początkowo tworzące jeden komitet olimpijski Anglia, Walia i Szkocja sądziły, iż do awansu zespołu Wielkiej Brytanii wystarczy, iż kwalifikację uzyska jeden z nich. Pod naciskiem innych krajów, które uważały, że daje to Brytyjczykom trzy szanse awansu, MKOl zdecydował się na wyrównanie szans wszystkich zespołów. British Olympic Association zobowiązany został zatem do wskazania w terminie do 30 czerwca 2014 roku zarówno wśród mężczyzn, jak i kobiet, po jednym zespole, który będzie uczestniczył w eliminacjach jako przedstawiciel Wielkiej Brytanii. Wcześniejsze pomysły zakładały konieczność utworzenia i udział w kwalifikacjach wspólnej reprezentacji tego kraju. W połowie lipca 2014 roku ogłoszono, iż o kwalifikację w imieniu Wielkiej Brytanii walczyć będą obie reprezentacje Anglii, bowiem w poprzednim sezonie zajęły najwyższe pozycje spośród brytyjskich zespołów. Obie zdobyły kwalifikację z czwartego miejsca światowych serii, a brytyjskie reprezentacje do olimpijskich zawodów przygotowywały się w towarzyskich turniejach i wystawiając po dwie drużyny w mistrzostwach Europy.
| Kobiety                                        | Kobiety |                       | Mężczyźni | Mężczyźni                                             |
| Reprezentacja                                  | Miejsca | Podstawa kwalifikacji | Miejsca   | Reprezentacja                                         |
| ---------------------------------------------- | ------- | --------------------- | --------- | ----------------------------------------------------- |
| Brazylia                                       | 1       | gospodarz             | 1         | Brazylia                                              |
| Australia Kanada Nowa Zelandia Wielka Brytania | 4       | światowe serie IRB    | 4         | Fidżi Nowa Zelandia Południowa Afryka Wielka Brytania |
| Francja                                        | 1       | Rugby Europe          | 1         | Francja                                               |
| Kenia                                          | 1       | Rugby Africa          | 1         | Kenia                                                 |
| Japonia                                        | 1       | Asia Rugby            | 1         | Japonia                                               |
| Stany Zjednoczone                              | 1       | NACRA                 | 1         | Stany Zjednoczone                                     |
| Kolumbia                                       | 1       | Sudamérica Rugby      | 1         | Argentyna                                             |
| Fidżi                                          | 1       | Oceania Rugby         | 1         | Australia                                             |
| Hiszpania                                      | 1       | turniej światowy      | 1         | Hiszpania                                             |

## Zawody
W obu turniejach reprezentacje zostały podzielone na trzy czterozespołowe grupy według wyników osiągniętych w poprzednich dwóch sezonach światowych serii oraz innych turniejach usankcjonowanych przez World Rugby. W pierwszej fazie rywalizowały one systemem kołowym, po czym ustalony został ranking przed fazą pucharową, a pierwsze osiem zespołów awansowało do ćwierćfinałów.
W turnieju żeńskim po pierwszym dniu awans do ćwierćfinału zapewniło sobie pięć zespołów, a w półfinałach znalazły się następnie reprezentacje Australii, Wielkiej Brytanii, Kanady i Nowej Zelandii. W nich lepsze okazały się drużyny z południowej półkuli, w decydującym pojedynku Australijki pokonały reprezentantki Nowej Zelandii, brąz zdobyły zaś Kanadyjki.
Sensacją pierwszego dnia męskiego turnieju była postawa Japonii, która pokonała Nową Zelandię i nieznacznie uległa Wielkiej Brytanii. Upatrywani w gronie faworytów do końcowego triumfu Nowozelandczycy awansowali do ćwierćfinałów kosztem Amerykanów jedynie lepszym o jeden punkt bilansem małych punktów, w nim ulegli jednak Fidżyjczykom, a stawkę półfinalistów uzupełnili Brytyjczycy i Południowoafrykańczycy po wygranych nad Argentyną i Australią oraz Japończycy, którzy kontynuowali dobrą passę zwycięstwem nad Francją. Brąz zdobyli reprezentanci RPA pokonując niespodziankę turnieju, Japończyków, zaś w wielkim finale Fidżyjczycy w obecności Franka Bainimaramy rozgromili Brytyjczyków zdobywając tym samym pierwszy medal w historii występów tego kraju na igrzyskach olimpijskich.

## Medaliści
| Konkurencja | Mistrz | Wicemistrz | III miejsce |
| ----------- | --- | --- | --- |
| Kobiety     | Australia Shannon Parry Sharni Williams Nicole Beck Gemma Etheridge Emma Tonegato Evania Pelite Charlotte Caslick Chloe Dalton Amy Turner Alicia Quirk Emilee Cherry Ellia GreenTim Walsh                            | Nowa Zelandia Shakira Baker Kelly Brazier Gayle Broughton Theresa Fitzpatrick Sarah Goss Kayla McAlister Huriana Manuel Tyla Nathan-Wong Terina Te Tamaki Ruby Tui Niall Williams Portia WoodmanSean Horan | Kanada Britt Benn Hannah Darling Bianca Farella Jen Kish Ghislaine Landry Megan Lukan Kayla Moleschi Karen Paquin Kelly Russell Ashley Steacy Natasha Watcham-Roy Charity WilliamsJohn Tait               |
| Mężczyźni   | Fidżi Apisai Domolailai Jasa Veremalua Josua Tuisova Kitione Taliga Leone Nakarawa Samisoni Viriviri Savenaca Rawaca Semi Kunitani Jerry Tuwai Vatemo Ravouvou Viliame Mata Osea Kolinisau Masivesi DakuwaqaBen Ryan | Wielka Brytania Mark Bennett Dan Bibby Phil Burgess Sam Cross James Davies Alex Davis Ollie Lindsay Hague Tom Mitchell Dan Norton James Rodwell Mark Robertson Marcus WatsonSimon Amor                     | Południowa Afryka Kyle Brown Tim Agaba Philip Snyman Werner Kok Dylan Sage Kwagga Smith Rosko Specman Cheslin Kolbe Cecil Afrika Justin Geduld Juan de Jongh Seabelo Senatla Francois HougaardNeil Powell |

## Tabela medalowa
| Miejsce | Państwo           | złoto | srebro | brąz | Razem |
| ------- | ----------------- | ----- | ------ | ---- | ----- |
| 1       | Australia         | 1     | 0      | 0    | 1     |
| 1       | Fidżi             | 1     | 0      | 0    | 1     |
| 3       | Nowa Zelandia     | 0     | 1      | 0    | 1     |
| 3       | Wielka Brytania   | 0     | 1      | 0    | 1     |
| 5       | Kanada            | 0     | 0      | 1    | 1     |
| 5       | Południowa Afryka | 0     | 0      | 1    | 1     |
| Razem   | Razem             | 2     | 2      | 2    | 6     |